# Noviciado
Noviciado – stacja metra w Madrycie, na linii 2. Znajduje się w dzielnicy Centro, w Madrycie i zlokalizowana jest pomiędzy stacjami San Bernardo a Santo Domingo. Została otwarta 27 grudnia 1925.